# 우치촌
우치촌(宇智村)은 나라현 우치군에 설치되었던 촌이다. 현재의 고조시에 해당한다.